# Braye-sur-Maulne
Braye-sur-Maulne è un comune francese di 224 abitanti situato nel dipartimento dell'Indre e Loira nella regione del Centro-Valle della Loira.

## Società

### Evoluzione demografica
Abitanti censiti